# Joseph Jakob von Plenck
Joseph Jakob von Plenck (Gorizia, 28 de noviembre de 1738-24 de agosto de 1807) fue un médico y botánico austríaco que trabajó activamente en la "Real Universidad de Buda".
Fue docente en Basilea y en Viena. Fue pionero en la dermatología moderna, al proponer una clasificación de las enfermedades cutáneas, siguiendo el método de Carlos Linneo de taxonomía.

## Algunas publicaciones
- 1769. Anfangsgründe der Geburtshilfe.
- 1776. Doctrina de morbis cutaneis.
- 1778. Doctrina de morbis dentium ac gingivarum. 118 pp. en línea
- -------, johann p. Pflug. 1778. Chirurgische Pharmacie. 266 pp. en línea
- 1784. Bromatologia 444 pp. en línea
- 1785. Toxicologia seu doctrina de venenis. xxi + 339 pp. en línea
- 1794. Physiologia et pathologia plantarum. 196 pp. en línea
- 1794. Hygrologia corporis humani sive doctrina chemico-physiologica de humoribus, in corpore humano contentis. Ed. Blumaue. 187 pp. en línea
- 1796. Elementa terminologiae botanicae. 178 pp. en línea
- 1804. Spezielle medizinisch-chirurgische Pharmakologie, Volumen 1. 322 pp. en línea
- 1805. Farmacología quirúrgica, ó Ciencia de medicamentos externos é internos... para curar las enfermedades de Cirugía: con un Tratado de Farmacia relativo á la preparación y composición de los medicamentos. 568 pp. en línea
- 1807. Doctrina de cognoscendis et curandis morbis infantium. Ed. Geistinge. 269 pp. en línea
- 2007. Tratado de enfermedades cutáneas. Ed. Medicina / Extramuros. 188 pp. ISBN 849690931X

## Honores

### Epónimos
- (Celastraceae) Plenckia Reissek[1]

- La abreviatura «Plenck» se emplea para indicar a Joseph Jakob von Plenck como autoridad en la descripción y clasificación científica de los vegetales.[2]